# Zamušani
Zamušani – wieś w Słowenii, w gminie Gorišnica. W 2018 roku liczyła 536 mieszkańców.